# Danny Cohen
Danny Cohen (Israel, 1937 - 2019) foi um cientista da computação especializado em redes de computadores. Esteve envolvido no projeto ARPANET, ajudando a desenvolver alguns aplicativos fundamentais para a Internet. É mais conhecido por seu artigo de 1980 "On Holy Wars and a Plea for Peace" que adotou a terminologia extremidade em computação.
Em 2012 Cohen foi induzido na Internet Hall of Fame pela Internet Society. Em 2013 Vint Cerf organizou um evento no Google em memória de Cohen.

## Publicações selecionadas
- Danny Cohen (1 de abril de 1980). «On Holy Wars and a Plea for Peace». Internet Experiment Note 137. Consultado em 17 de janeiro de 2010. Arquivado do original em 1 de julho de 2013 — also published in IEEE Computer, October 1981 issue.
- "AI as the Ultimate Enhancer of Protocol design" (with J. Finnegan), Artificial Intelligence and Software Engineering, Ed.  Derek Partridge, ABLEX Publishing Corporation, Norwood, NJ. ISBN 0-89391-606-4, 1991, Chapter 22, pp. 463–472, and also in the Proceedings of the Third Annual Artificial Intelligence and Advanced Computer Technology Conference, Long Beach, CA, April 1987, pp. 329–337. Available online at .
- "Protocols for Dating Coordination" (with Y. Yemini), Proceedings of the Fourth Berkeley Conference on Distributed Data Management and Computer Networks, San Francisco, CA, August 1979, pp. 179–188.
- "Incremental Methods for Computer Graphics" (PhD Thesis), Harvard Report ESD-TR-69-193, April 1969. Available from DTIC (AD #AD694550/U).
- "On Linear Differences Curves",  published as a chapter in the book Advanced Computer Graphics, Economics, Techniques and Applications, edited by Parslow and Green, Pleunum Press, London 1971, and also in Proceedings of the Computer Graphics '70 Conference, Brunel University, England, April 1970.
- "RFC 0741: Specifications for the Network Voice Protocol (NVP)", Nov-22-1977.
- "A VLSI Approach to Computational Complexity" by Professor J. Finnegan, in VLSI, Systems and Computation, edited by H. T. Kung, Bob Sproull, and Guy L. Steele, Jr., Computer Science Press, 1981, pp. 124–125.
- "A Voice Message System", in Computer Message Systems edited by R. P. Uhlig,  North-Holland 1981, pp. 17–28.
- "The ISO Reference Model and Other Protocol Architectures" (with J. B. Postel), in International Federation for Information Processing 1983, Paris, September 1983, pp. 29–34.
- "MOSIS: Present and Future" (with G. Lewicki, P. Losleben, and D. Trotter) 1984 Conference on Advanced Research in VLSI, Massachusetts Institute of Technology, January 1984, pp. 124–128.
- "A Mathematical Approach to Computational Network Design", Chapter 1 in Systolic Signal Processing Systems (E. E. Swartzlander, ed.), Marcel Dekker, 1987, pp. 1–29.
- "Computerized Commerce", International Federation for Information Processing 1989, San Francisco, August 1989,  pp. 1095–1100.
- “Myrinet: A Gigabit-per-Second Local Area Network” (with Boden, Felderman, Kulawik, Seitz, Seizovic, and Su),  IEEE-MICRO, February 1995, pp. 29–36.
- “RFC 1807: A Format for Bibliographic Records” (with R. Lasher), IETF, June 1995.
- “The Internet of Things” (with N. Gershenfeld and R. Krikorian), Scientific American, October 2004, pp. 76–81.
- "Internet-0: Interdevice Internetworking" (with  N. Gershenfeld), IEEE Circuits and Devices Magazine, September/October 2006, Vol:22, Issue:5, pp. 48–55

## Patentes
- US Patent 7,573,720 (2009) Active socket for facilitating proximity communication
- US Patent 7,561,584 (2009) Implementation of a graph property in a switching fabric for fast networking
- US Patent 7,525,199 (2009) Packaging for proximity communication positioned integrated circuits
- US Patent 7,460,035 (2008) Balanced code with opportunistically reduced transitions
- US Patent 3,769,442 (1973) Compressed Data Base for Radar Land Mass Simulator